# (100299) 1995 FR7
(100299) 1995 FR7 es un asteroide  perteneciente al cinturón de asteroides, descubierto el 25 de marzo de 1995 por el equipo del Spacewatch desde el Observatorio Nacional de Kitt Peak, Arizona, Estados Unidos.

## Designación y nombre
Designado provisionalmente como 1995 FR7.

## Características orbitales
1995 FR7 está situado a una distancia media del Sol de 2,570 ua, pudiendo alejarse hasta 3,196 ua y acercarse hasta 1,944 ua. Su excentricidad es 0,243 y la inclinación orbital 5,961 grados. Emplea 1505 días en completar una órbita alrededor del Sol.

## Características físicas
La magnitud absoluta de 1995 FR7 es 15,5.